# Konwencja ramowa o ochronie mniejszości narodowych
Konwencja ramowa o ochronie mniejszości narodowych (ang. Framework Convention for the Protection of National Minorities) – konwencja zawarta pod auspicjami Rady Europy, otwarta do podpisu 1 lutego 1995 r. w Strasburgu. Konwencja weszła w życie 3 lata później, 1 lutego 1998 r. Jej stronami jest obecnie 38 państw spośród łącznie 46 członków Rady Europy. Konwencja ustanawia minimalne standardy ochrony mniejszości narodowych, w szczególności zapewnia równość wobec prawa i niedyskryminowanie, prawo do zgromadzeń i stowarzyszania się, swobodę wypowiedzi, myśli, przekonań i religii. Zapewnia także ochronę języków i kultur mniejszościowych oraz przewiduje prawo do otwierania placówek edukacyjnych dla mniejszości narodowych. Polska stała się stroną tej Konwencji od 1 kwietnia 2001 r.
Konwencja ramowa nie zawiera definicji mniejszości narodowej. Wśród przedstawicieli państw uczestniczących w negocjowaniu tekstu Konwencji, nie było zgody co do jednej, wspólnej definicji i koncepcji mniejszości narodowych. Dlatego przyjęto rozwiązanie pragmatyczne – aby zagwarantować określone prawa osobom należącym do mniejszości narodowych, natomiast państwom, które przystąpią do Konwencji pozostawić swobodę w zakresie uznawania określonych grup zamieszkujących jego terytorium za mniejszości narodowe. Od samego państwa więc zależy czy uznaje określoną mniejszość narodową, co osłabia wymowę Konwencji i jej funkcję zagwarantowania praw osobom należącym do mniejszości narodowych.
W polskiej deklaracji interpretacyjnej ogłoszonej w załączniku do Konwencji (Dz.U. z 2002 r. Nr 22, poz. 209) Rzeczpospolita Polska oświadcza, że przez pojęcie to rozumie mniejszości narodowe zamieszkałe na terytorium Rzeczypospolitej Polskiej, których członkowie są obywatelami polskimi. Rzeczpospolita Polska będzie realizowała konwencję ramową także w trybie artykułu 18 konwencji, zawierając umowy międzynarodowe, o których mowa w tym artykule, a których celem jest ochrona mniejszości narodowych w Polsce oraz mniejszości lub grup polskich w innych państwach.
Konwencja ramowa Rady Europy o ochronie mniejszości narodowych jest pierwszą wiążącą, wielostronną umową międzynarodową, której postawiono za cel ochronę mniejszości narodowych. Regulacje zawarte w Konwencji są stosunkowo szczegółowe i obszerne. Nazwa Konwencji wskazuje, iż ma ona przede wszystkim służyć jako punkt wyjścia do dalszego działania, zwłaszcza zaś jako zbiór norm, które powinny istnieć w krajowych porządkach prawnych lub zostać do niego wprowadzone. Państwom pozostawiony jest pewien margines uznania we wprowadzaniu Konwencji w życie.